# Astrothauma
Astrothauma is een geslacht van zeesterren uit de familie Goniasteridae.				

## Soort
- Astrothauma euphylacteum Fisher, 1913